# Andrena oviventris
Andrena oviventris är en biart som beskrevs av Pérez 1895. Andrena oviventris ingår i släktet sandbin, och familjen grävbin. Inga underarter finns listade i Catalogue of Life.